# Marsdenia weberbaueri
Marsdenia weberbaueri är en oleanderväxtart som beskrevs av Rudolf Schlechter och Rothe. Marsdenia weberbaueri ingår i släktet Marsdenia och familjen oleanderväxter. Inga underarter finns listade i Catalogue of Life.